# Elezioni federali in Germania del 1980
Le elezioni federali nella Repubblica Federale di Germania del 1980 si tennero il 5 ottobre per il rinnovo del Bundestag.
Si recò alle urne l'88,6% dei cittadini aventi diritto al voto.

## Risultati
| Liste                                          | Maggioritario | Maggioritario | Maggioritario | Proporzionale | Proporzionale | Proporzionale | BB | Totale seggi |
| Liste                                          | Voti          | %             | Seggi         | Voti          | %             | Seggi         | BB | Totale seggi |
| ---------------------------------------------- | ------------- | ------------- | ------------- | ------------- | ------------- | ------------- | -- | ------------ |
| Partito Socialdemocratico di Germania (SPD)    | 16.808.861    | 44,46         | 127           | 16.260.677    | 42,86         | 91            | 10 | 228          |
| Unione Cristiano-Democratica di Germania (CDU) | 13.467.207    | 35,62         | 81            | 12.989.200    | 34,24         | 93            | 11 | 185          |
| Partito Liberale Democratico (FDP)             | 2.720.480     | 7,20          | -             | 4.030.999     | 10,62         | 53            | 1  | 54           |
| Unione Cristiano-Sociale in Baviera (CSU)      | 3.941.365     | 10,43         | 40            | 3.908.459     | 10,30         | 12            | -  | 52           |
| I Verdi                                        | 732.619       | 1,94          | -             | 569.589       | 1,50          | -             | -  | -            |
| Partito Comunista Tedesco                      | 107.158       | 0,28          | -             | 71.600        | 0,19          | -             | -  | -            |
| Partito Nazionaldemocratico di Germania        | -             | -             | -             | 68.096        | 0,18          | -             | -  | -            |
| Altri <0,10%                                   | 28.841        | 0,08          | -             | 40.361        | 0,11          | -             | -  | -            |
| Totale                                         | 37.806.531    |               | 248           | 37.938.981    |               | 249           | 22 | 519          |

La candidatura del leader della CSU Franz Josef Strauß a cancelliere per la coalizione cristiano-democratica, uno degli uomini politici più a destra nel panorama politico tedesco, comportarono una perdita di voti per l'Unione e un aumento delle forze di governo, segnatamente il FDP del leader Hans-Dietrich Genscher.  Per la prima volta nel panorama politico tedesco, si presentò una lista verde. I Verdi tedeschi ottennero un modesto 1,5% e nessun parlamentare.

## Conseguenze
L'alleanza tra FDP e SPD rimase al governo del paese per altri due anni, quando un disaccordo sull'installazione degli euromissili tra i liberali e l'ala sinistra socialdemocratica, portò ad un ribaltamento delle alleanze tramite un voto di sfiducia costruttiva.
Helmut Kohl divenne cancelliere, il quale dopo un mese dal conferimento dell'incarico riuscì a convocare le elezioni.